# San Juan Bautista (Ica)
San Juan Bautista é um distrito do Peru, departamento de Ica, localizada na província de Ica.

## História
Em 14 de junho 1876, se cria o distrito de San Juan Bautista.

## Alcaldes
- 2007-2014: Jorge Luis Quispe Saavedra, Partido Aprista Peruano.

## Festas
- São José
- João Batista
- Nossa Senhora do Carmo
- Nossa Senhora do Rosário

## Transporte
O distrito de San Juan Bautista não é servido pelo sistema de estradas terrestres do Peru.